# Kabinett Kishida I
Das erste Kabinett Kishida (japanisch 第1次岸田内閣 dai-ichi-ji Kishida naikaku) regierte Japan unter Führung von Premierminister Fumio Kishida vom 4. Oktober bis 10. November 2021. Nach dem Rücktritt des vorangegangenen Kabinetts Suga am 4. Oktober 2021 wurde Kishida von beiden Kammern des Parlaments zum Premierminister gewählt. Noch am gleichen Tag wurden er und die anderen Mitglieder des Kabinetts vom Kaiser ernannt. 26 fuku-daijin/„Vizeminister“ und 28 daijin-seimukan/„parlamentarische Staatssekretäre“ (siehe Staatssekretär (Japan)#Seit 2001) wurden am 6. Oktober berufen.
Nach weniger als zwei Wochen im Amt hat das Kabinett Kishida am 14. Oktober 2021 das Abgeordnetenhaus für die allgemeine Abgeordnetenhauswahl 2021 aufgelöst. Danach trat das Kabinett unter der Verfassung zurück. Nach der Abgeordnetenhauswahl, bei der die Regierungsparteien unter leichten Verlusten ihre Mehrheit verteidigten, wurde Kishida am 10. November 2021 erneut zum Premierminister gewählt; das zweite Kabinett Kishida wurde noch am gleichen Tag ernannt.
Noch vor den Abgeordnetenhauswahlen die ersten Nationalwahlen, denen sich die Regierung Kishida stellen musste, waren die Senatsnachwahlen in Shizuoka und Yamaguchi am 24. Oktober 2021, die am 7. Oktober eröffnet wurden. In Shizuoka, sonst normalerweise ein Mehrmandatswahlkreis zum Senat, bewarben sich für den vakanten Sitz ein LDP-Kōmeitō-Kandidat, ein von KDP und DVP unterstützter Unabhängiger und eine KPJ-Kandidatin; in der konservativen Hochburg Yamaguchi traten gegen den ehemaligen LDP-Verhältniswahlsenator Tsuneo Kitamura eine Kommunistin und ein Kandidat der NHK to saiban shiteru tō bengoshi-hō 72-jō ihan de an. Kitamura gewann Yamaguchi, KDP-DVP-Oppositionskandidat Shinnosuke Yamazaki war in Shizuoka siegreich.

## Minister
| Ministerressort | Ministerressort (englisch)                                                                                         | Weitere Aufgaben | Minister                                             | Bild               | Parlamentsmandat (Kammer, Wahlkreis, Fraktion)      | Faktion        |
| --- | --- | --- | ---------------------------------------------------- | ------------------ | --------------------------------------------------- | -------------- |
| Premierminister | Premierminister | – | Fumio Kishida                                        | Fumio Kishida      | Abg., Hiroshima 1, LDP                              | Kishida        |
| Allgemeine Angelegenheiten                                                                                         | Innere Angelegenheiten und Kommunikation                                                                           | – | Yasushi Kaneko                                       |                    | Abg., Kumamoto 4, LDP                               | Kishida        |
| Justiz | Justiz | – | Yoshihisa Furukawa                                   | Yoshihisa Furukawa | Abg., Miyazaki 3, LDP                               | –              |
| Auswärtige Angelegenheiten                                                                                         | Auswärtige Angelegenheiten                                                                                         | 2. Vertreter des Premierministers | Toshimitsu Motegi (bis 4. November 2021)             | Toshimitsu Motegi  | Abg., Tochigi 5, LDP                                | [Ex-]Takeshita |
| Auswärtige Angelegenheiten                                                                                         | Auswärtige Angelegenheiten                                                                                         | – | Fumio Kishida (geschäftsführend ab 4. November 2021) | Fumio Kishida      | Abg., Hiroshima 1, LDP                              | Kishida        |
| Finanzen Besondere Aufgaben (Finanzsektor)                                                                         | Finanzen Besondere Aufgaben (Finanzsektor)                                                                         | „Überwindung der Deflation“ (defure dakkyaku) 4. Vertreter des Premierministers | Shun’ichi Suzuki                                     | Shun’ichi Suzuki   | Abg., Iwate 2, LDP                                  | Asō            |
| Kultus & Wissenschaft                                                                                              | Kultus, Bildung, Kultur, Sport, Wissenschaft und Technologie                                                       | „Bildungserneuerung“ (kyōiku saisei) | Shinsuke Suematsu                                    | Shinsuke Suematsu  | Sen. (Klasse von 2016), Hyōgo, LDP                  | Hosoda         |
| Soziales & Arbeit                                                                                                  | Gesundheit, Soziales und Arbeit                                                                                    | | Shigeyuki Gotō                                       | Shigeyuki Gotō     | Abg., Nagano 4, LDP                                 | –              |
| Land-, Forst- und Fischereiwirtschaft                                                                              | Land-, Forst- und Fischereiwirtschaft                                                                              | 5. Vertreter des Premierministers | Genjirō Kaneko                                       | Genjirō Kaneko     | Sen. (Klasse von 2016), Nagasaki, LDP               | Kishida        |
| Wirtschaft & Industrie Besondere Aufgaben (Organisation für Atomkraftentschädigungen & Reaktorstillegung)          | Wirtschaft, Handel und Industrie                                                                                   | „Wettbewerbsfähigkeit der Industrie“ (sangyō kyōsōryoku) „Wirtschaftliche Zusammenarbeit mit Russland“ (Roshia keizai bun’ya kyōryoku) „wirtschaftliche Schäden durch Atomkraft“ (genshiryoku keizai higai)                                                                                                  | Kōichi Hagiuda                                       | Kōichi Hagiuda     | Abg., Tokio 24, LDP                                 | Hosoda         |
| Land & Verkehr | Land, Verkehr, Infrastruktur und Tourismus                                                                         | „Maßnahmen zum Wasserkreislauf“ (mizujunkan seisaku) | Tetsuo Saitō                                         | Tetsuo Saitō       | Abg., Verhältniswahl Chūgoku → Hiroshima 3, Kōmeitō | –              |
| Umwelt Besondere Aufgaben (Atomkraftkatastrophenschutz)                                                            | Umwelt Besondere Aufgaben (Atomkraftkatastrophenschutz)                                                            | – | Tsuyoshi Yamaguchi                                   | Shinjirō Koizumi   | Abg., Hyōgo 12, LDP                                 | Nikai          |
| Verteidigung | Verteidigung | – | Nobuo Kishi                                          | Nobuo Kishi        | Abg., Yamaguchi 2, LDP                              | Hosoda         |
| Chefkabinettssekretär                                                                                              | Chefkabinettssekretär                                                                                              | „Verringerung der Last der Stützpunkte in Okinawa“ (Okinawa kichi futan keigen) „Entführungsproblem“ (rachi mondai) [siehe Entführungen japanischer Staatsbürger durch die DVRK] 1. Vertreter des Premierministers                                                                                           | Hirokazu Matsuno                                     | Hirokazu Matsuno   | Abg., Chiba 3, LDP                                  | Hosoda         |
| Digitalisierung Besondere Aufgaben (Deregulierung)                                                                 | Digitalisierung Besondere Aufgaben (Deregulierung)                                                                 | Verwaltungsreform (gyōsei kaikaku) | Karen Maikishima                                     |                    | Abg., Kanagawa 17, LDP                              | Asō            |
| Wiederaufbau Besondere Aufgaben (Okinawa & Nordgebiete)                                                            | Wiederaufbau Besondere Aufgaben (Okinawa & Nordgebiete)                                                            | „umfassende Erholung vom Atomkraftunfall von Fukushima“ (Fukushima genpatsu jiko saisei sōkatsu) | Kōzaburō Nishime                                     | Kōzaburō Nishime   | Abg., Okinawa 4, LDP                                | Takeshita      |
| Nationale Kommission für Öffentliche Sicherheit Besondere Aufgaben (Katastrophenschutz; Maritimes)                 | Nationale Kommission für Öffentliche Sicherheit Besondere Aufgaben (Katastrophenschutz; Maritimes)                 | „Stärkung der Zähigkeit des Landes“ (kokudo kyōjinka) [Regierungsprogramm zur Katastrophenschutzinfrastruktur] „Territorialkonflikte“ (ryōdo mondai) öffentlicher Dienst | Satoshi Ninoyu                                       | Satoshi Ninoyu     | Sen. (Klasse von 2016), Kyōto, LDP                  | Takeshita      |
| Besondere Aufgaben (Geschlechtergleichstellung; Geburtenrückgang; Regionalbelebung)                                | Besondere Aufgaben (Geschlechtergleichstellung; Geburtenrückgang; Regionalbelebung)                                | „Aktivierung von Frauen“ (josei katsuyaku) „Politik für Kinder“ (kodomo seisaku) „Maßnahmen gegen Einsamkeit & Isolation“ (kodoku/koritsu taisaku) 3. Vertreterin des Premierministers | Seiko Noda                                           | Seiko Noda         | Abg., Gifu 1, LDP                                   | –              |
| Besondere Aufgaben (Wirtschafts- & Fiskalpolitik)                                                                  | Besondere Aufgaben (Wirtschafts- & Fiskalpolitik)                                                                  | „Wirtschaftserneuerung“ (keizai saisei) „neuer Kapitalismus“ (atarashii shihon-shugi) „Maßnahmen zum neuartigen Corona[virus] & Management der Gesundheitskrise“ (shingata Corona taisaku/kenkō kiki kanri) „Reform des Sozialsicherungssystems für alle Generationen“ (zen sedai gata shakai hoshō kaikaku) | Daishirō Yamagiwa                                    |                    | Abg., Kanagawa 18, LDP                              | Asō            |
| Besondere Aufgaben (Wissenschaft & Technologie; Raumfahrt)                                                         | Besondere Aufgaben (Wissenschaft & Technologie; Raumfahrt)                                                         | „Wirtschaftliche Sicherheit“ (keizai anzen hoshō) | Takayuki Kobayashi                                   |                    | Abg., Chiba 2, LDP                                  | Nikai          |
| Ohne Geschäftsbereich                                                                                              | Ohne Geschäftsbereich                                                                                              | Olympische & Paralympische Spiele Tokio (Tōkyō orimpikku kyōgi taikai / Tōkyō pararimpikku kyōgi taikai) „Förderung der Impfkampagne gegen die neuartige Coronavirus-Erkrankung“ (shingata coronavirus kansenshō vaccine sesshu suishin)                                                                     | Noriko Horiuchi                                      | Takuya Hirai       | Abg., Yamanashi 2, LDP                              | Kishida        |
| Besondere Aufgaben (Verbraucher & Lebensmittelsicherheit; Cool-Japan-Strategie; Förderung des geistigen Eigentums) | Besondere Aufgaben (Verbraucher & Lebensmittelsicherheit; Cool-Japan-Strategie; Förderung des geistigen Eigentums) | „Weltausstellung“ (kokusai hakurankai) „symbiotische Gesellschaft“ (kyōsei shakai) „Aktivierung von Stadt, Mensch, Arbeit“ (machi, hito, shigoto sōsei) | Kenji Wakamiya                                       | Kenji Wakamiya     | Abg., Tokio 5 → Verhältniswahl Tokio, LDP           | Takeshita      |